# Onur Aksar
Onur Aksar (* 10. Januar 1995 in Çorum) ist ein türkischer Fußballspieler, der für Adanaspor spielt.

## Vereinskarriere
In der Saison 2011/12 wurde Onur Aksar unter Trainer Sedat Özbağ das erste Mal in die 1. Mannschaft berufen. Sein Debüt als professioneller Fußballspieler gab Aksar am 2. Oktober 2011 im Ligaspiel gegen Balıkesirspor.
Am Ende der Saison 2011/12 stieg er mit Çorumspor aus der 3. türkischen Liga ab. Nach einer weiteren Saison bei Çorumspor wurde sein Vertrag im Sommer 2013 aufgelöst. Daraufhin wechselte der Mittelfeldspieler in die 2. Liga zu Adanaspor. Hier spielte er eineinhalb Spielzeiten nur für die Reservemannschaft. Für die Rückrunde der Saison 2013/14 wurde er an Orhangazispor ausgeliehen.